# Jitse van der Wal
Jitse van der Wal (* 4. Februar 1999 in Metslawier) ist ein niederländischer Dartspieler der Professional Darts Corporation.

## Karriere

### 2019 bis 2023
Jitse van der Wal spielte zunächst Turniere auf der BDO-/WDF-Tour. Am 2. und 3. November 2019 spielte er erstmals vier Turniere der PDC Development Tour und erreichte dabei einmal das Achtelfinale. Anfang 2020 nahm er an der Q-School teil; eine Tour Card erlangte er dabei aber nicht. Am 26. Januar 2020 gewann er das 4. Event der PDC Challenge Tour. Bei den UK Open 2021 warf er im Zweitrundenspiel gegen Sebastian Białecki einen Neundarter, musste sich aber dennoch mit 3:6 geschlagen geben. Bei den UK Open 2023 erreichte er wieder die zweite Runde. Am 29. Oktober 2023 gewann er beim Hungarian Classic in Budapest seinen ersten WDF-Titel.

### 2024: Gewinn der Tour Card
Zu Beginn des Jahres 2024 erlangte er bei der Q-School die Tour Card und gab bei den International Darts Open 2024 in Riesa sein Debüt auf der European Tour. Er verlor aber sein Vorrundenspiel gegen Ritchie Edhouse mit 1:6. Bei seinem zweiten Turnier der European Tour, der Flanders Darts Trophy 2024, verlor er in der zweiten Runde mit 0:6 gegen Josh Rock. Später berichtete er in einem Interview über Selbstmordgedanken in seiner Kindheit. Bei den UK Open 2025 erreichte er zum dritten Mal die zweite Runde.

## Turnierergebnisse
| Turnier              | 2021 | 2022 | 2023 | 2024 | 2025 |
| -------------------- | ---- | ---- | ---- | ---- | ---- |
| PDC-Ranking-Turniere |      |      |      |      |      |
| UK Open              | 2R   | n/q  | 2R   | 1R   | 2R   |
| World Masters        | n/a  | n/a  | n/a  | n/a  | VR   |
| Karrierestatistiken  |      |      |      |      |      |
| Jahresendplatzierung | -    | -    | 198  | 109  |      |

| Legende zu den Turnierergebnissen | Legende zu den Turnierergebnissen | Legende zu den Turnierergebnissen | Legende zu den Turnierergebnissen | Legende zu den Turnierergebnissen | Legende zu den Turnierergebnissen | Legende zu den Turnierergebnissen | Legende zu den Turnierergebnissen | Legende zu den Turnierergebnissen | Legende zu den Turnierergebnissen |
| --------------------------------- | --------------------------------- | --------------------------------- | --------------------------------- | --------------------------------- | --------------------------------- | --------------------------------- | --------------------------------- | --------------------------------- | --------------------------------- |
| n/t                               | nicht teilgenommen                | n/q                               | nicht qualifiziert                | n/a                               | nicht ausgetragen                 | #R                                | Aus in jeweiliger Runde           | GP                                | Aus in der Gruppenphase           |
| AF                                | Achtelfinalist                    | VF                                | Viertelfinalist                   | HF                                | Halbfinalist                      | F                                 | Turnierfinalist                   | S                                 | Turniersieger                     |

## Titel

### PDC
- Secondary Tour Events
  - PDC Challenge Tour
    - PDC Challenge Tour 2020: 4

### WDF
- Bronze-Turniere
  - Hungarian Classic: (1) 2023

## Weltmeisterschaftsresultate

### PDC-Junioren
- 2020: Gruppenphase (5:3-Sieg gegen  Nathan Girvan und 3:5-Niederlage gegen  Liam Meek)
- 2022: Gruppenphase (4:5-Niederlage gegen  Henry Coates und 5:3-Sieg gegen  Jack Male)
- 2023: Achtelfinale (3:6-Niederlage gegen  Viktor Tingström)